# 城西街道 (鸡西市)
城西街道，是中华人民共和国黑龙江省鸡西市城子河区下辖的一个乡镇级行政单位。

## 行政区划
城西街道下辖以下地区：
晨光社区、白石社区、总厂社区和平安社区。